# 마도면
마도면(麻道面)은 경기도 화성시에 위치하는 면이다.

## 개요
조선말 남양군 관할의 쌍수리면과 마도면이 1914년 3월 1일 일제의 행정구역 통폐합에 따라 합쳐져 마도면이 되어 수원군에 소속되었다.  이후 1949년에 수원읍이 시로 승격됨에 따라 화성군 마도면으로 되었고 2001년 3월 21일 화성시 승격에 따라 화성시 마도면이 되었다. 마도면의 마도(麻道)는 중국과 해상을 통해 무역이 활발하던 조선 초에 중국 사신이 마의(麻依, 삼베옷)를 입고 마도면 해문리 지역에서 배를 타고 중국으로 건너다녔다 하여 마도로 불리게 되었다.

## 행정 구역
| 법정리 | 한자명 | 행정리           | 비고                   |
| ------ | ------ | ---------------- | ---------------------- |
| 석교리 | 石橋里 | 석교1리~석교3리  | 면 행정복지센터 소재지 |
| 두곡리 | 斗谷里 | 두곡1리~두곡3리  |                        |
| 송정리 | 松亭里 | 송정1리, 송정2리 |                        |
| 쌍송리 | 雙松里 | 쌍송1리~쌍송3리  |                        |
| 청원리 | 靑園里 | 청원1리~청원4리  |                        |
| 슬항리 | 瑟項里 | 슬항1리~슬항3리  |                        |
| 해문리 | 海門里 | 해문1리, 해문2리 |                        |
| 백곡리 | 白谷里 | 백곡1리, 백곡2리 |                        |
| 금당리 | 錦堂里 | 금당1리, 금당2리 |                        |
| 고모리 | 古毛里 | 고모1리, 고모2리 |                        |
| 10리   |        | 26행정리         |                        |

## 교육
- 청원초등학교
- 마도초등학교
- 화도중학교